# Japanische Hemlocktannen Herltstraße 2

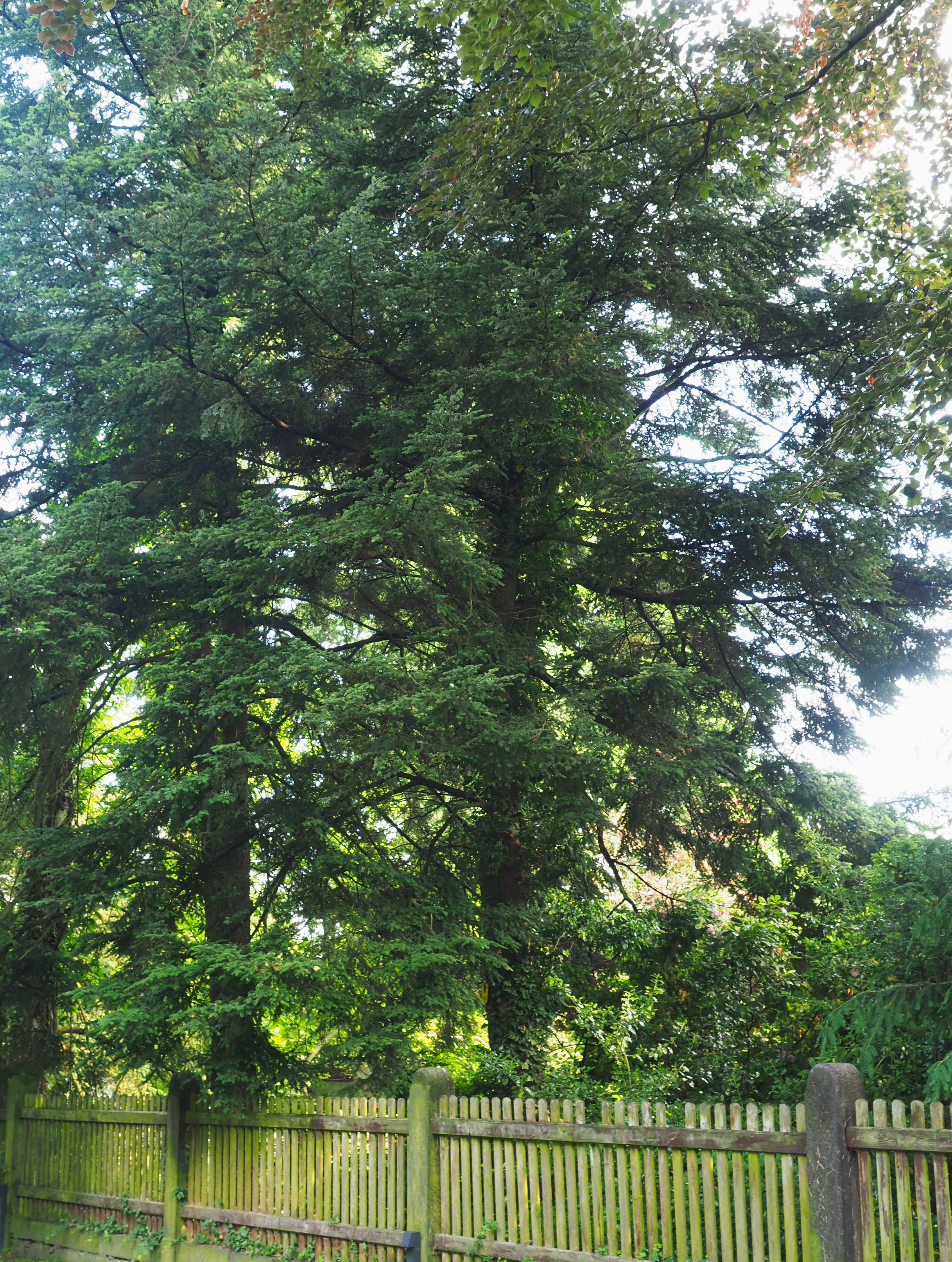
Hemlocktannen im Herltschen Dendrologischen Garten

Die vier Japanischen Hemlocktannen Herltstraße 2 im Herltschen Dendrologischen Garten stehen als Naturdenkmal (ND 126) in der Dresdner Ortschaft Langebrück unter Schutz. Diese für ihre Art weit überdurchschnittlich großen Exemplare der Nordjapanischen Hemlocktanne (Tsuga diversifolia) sind aufgrund ihrer Seltenheit und ihrer artspezifisch außergewöhnlichen Wuchsleistungen sehr wertvoll.

## Schutzgegenstand
Die Bäume stehen in der Gemarkung Langebrück auf den Flurstücken 829/1 (mit denkmalgeschütztem Eckpavillon zur Bruhnstraße) und 829/2 (mit denkmalgeschützter Herltscher Villa) an der jeweils südlichen Grundstücksgrenze zur Herltstraße, die an der Stelle eine Privatstraße innerhalb des Herltschen Dendrologischen Gartens ist.
Auf dem Gelände des heutigen Herltschen Dendrologischen Gartens betrieb Kurt Herlt Ende des 19./Anfang des 20. Jahrhunderts eine Baumschule, in der er fremdländische, vor allem aus Asien stammende Gehölze kultivierte. Aus dieser Zeit stammt die Pflanzung der vier Hemlocktannen.
Im Jahr 2012 beabsichtigte die Landeshauptstadt Dresden als untere Naturschutzbehörde die Unterschutzstellung von „39 besonders wertvolle[n] Bäume[n] an 29 Standorten“, darunter diese vier Hemlocktannen im Herltschen Garten. Die Festsetzung als Naturdenkmal erfolgte im Januar 2015 mittels einer Verordnung zur Sicherung und Erhaltung der Bäume und deren Schutzbereiche wegen ihrer besonderen individuellen Ausprägung und Eigenart sowie aus wissenschaftlichen und dendrologischen Gründen.
Der Schutzbereich rings um die Bäume erstreckt sich unter der gesamten Krone zuzüglich vier Metern, mindestens jedoch neun Meter von der Mitte des Stamms.
Bereits seit 1985 als Dresdner Naturdenkmal geschützt ist die Berg-Hemlocktanne Käthe-Kollwitz-Ufer 91, ein Exemplar der im westlichen Nordamerika heimischen Berg-Hemlocktanne (Tsuga mertensiana).